# 새벽의 스캣
〈새벽의 스캣〉(일본어: 夜明けのスキャット 요아케노스캿토[*])는 일본의 배우 겸 가수인 유키 사오리의 데뷔 싱글로, 1969년 3월 10일 발매되었다. (7" Vinyl: EP-1136) 곡의 작사는 야마가미 미치오 (山上路夫), 작곡은 이즈미 타쿠 (いずみたく), 편곡은 시부야 타케시 (渋谷毅)가 맡았다. B 사이드 곡은 〈장미의 한숨〉(バラのためいき 바라노타메이키[*])이며, 작사 ·  작곡 ·  편곡자는 동일하다.
이 곡의 가장 큰 특징은 곡의 1절이 차지하는 약 1분 30초 가량의 부분이 "라라라", "루루루", "파파파" 같은 스캣만으로 구성되어 있으며, 2절에 이르러서야 일본어로 구성된 가사가 등장한다는 것이다. 당시 유키는 평소 인연을 이어오던 작곡가 이즈미 타쿠가 작곡한 곡에 스캣만 붙인 상태로 녹음을 완료했고, 곡은 TBS 라디오에서 방송되던 《밤의 발라드》의 시나 편지를 낭독하던 코너에서 배경으로 깔리는 노래 중 한 곡으로 쓰였을 뿐 정식으로 발매하기 위한 곡은 아니었다. 그러나 방송 후 방송국이나 레코드 판매점에 곡에 대한 문의가 빗발쳤고, 결국 야마가미 미치오가 가사를 붙여 곡의 길이가 늘어난 상태로 정식으로 발매된다.
곡은 오리콘 싱글 차트에서 8주간 1위를 차지했으며, 나아가서 1969년의 오리콘 연간 싱글 차트에서도 1위를 기록했다. 이 작품의 총 판매량은 약 150만 장으로 알려져 있다. 유키 사오리는 이 곡으로 제20회 NHK 홍백가합전에 처음으로 출연했다.
곡을 발매한지 40주년을 기념해, 2009년에는 곡의 첫 CD 싱글화 작업이 진행되었으며, 이 과정에서 B 사이드 곡이 당시로서 가장 최근에 발매된 정규 음반이었던 《산다》(いきる)에 수록되었던 〈밤의 끝까지〉(夜の果てまで 요루노하테마데[*])로 변경되었다. 한편 2011년 10월 12일에 유키는 핑크 마티니와의 공동 작업물인 《1969》라는 제목의 음반을 발표했으며, 이 음반의 7번 트랙에 〈새벽의 스캣〉 역시 삽입되어 있다. 이 음반은 전세계로 발매되었으며, 특히 iTunes 관련 차트에선 캐나다 (월드 뮤직 차트), 미국 (재즈 차트), 일본 (탑 앨범 차트)에서 모두 1위를 기록하였고, 오리콘 앨범 차트에서 최고 4위를 기록하였다. 음반 자체는 2011년 제53회 일본레코드대상에서 기획상을 수상하는 등 여러 상을 받았으며, 40여년만에 〈새벽의 스캣〉은 다시 주목받아 2012년에 방송된 제63회 NHK 홍백가합전에서 핑크 마티니의 연주로 다시 피로되었다. 핑크 마티니 버전의 곡은 도카이 TV가 제작한 2012년 드라마인 《나의 여름방학》의 주제가로도 사용되었다.

## 수록곡

### 1969년판 (EP)
| #            | 제목                                                       | 작사            | 작곡         | 편곡          | 재생 시간 |
| ------------ | ---------------------------------------------------------- | --------------- | ------------ | ------------- | --------- |
| 1.           | 〈〈새벽의 스캣〉〉 (夜明けのスキャット, Scat In The Dark) | 야마가미 미치오 | 이즈미 타쿠  | 시부야 타케시 | 3:04      |
| 2.           | 〈〈장미의 한숨〉〉 (バラのためいき, Whispering Rose)      | 야마가미 미치오 | 이즈미 타쿠  | 시부야 타케시 | 3:17      |
| 총 재생 시간 | 총 재생 시간                                               | 총 재생 시간    | 총 재생 시간 | 총 재생 시간  | 6:21      |

### 2009년판 (CD)
| #  | 제목                               | 작사            | 작곡          | 편곡            | 재생 시간 |
| -- | ---------------------------------- | --------------- | ------------- | --------------- | --------- |
| 1. | 〈〈새벽의 스캣〉〉                | 야마가미 미치오 | 이즈미 타쿠   | 시부야 타케시   |           |
| 2. | 〈〈밤의 끝까지〉〉 (夜の果てまで) | 혼도 테츠야     | 사토 마사카즈 | 코바야시 타카시 |           |